# Katedra Świętego Józefa w Bukareszcie
Katedra Świętego Józefa (rum. Catedrala Sfântul Iosif) – katedra rzymskokatolicka w Bukareszcie, stolicy Rumunii, główna świątynia archidiecezji Bukaresztu. Mieści się przy ulicy General Berthelot, pod numerem 19.
Wybudowana z surowej czerwonej cegły. Jest głównym miejscem nabożeństw dla bukareszteńskich katolików. Wybudowana w 1883 według projektu austriackiego architekta Friedricha Schmidta z Wiednia. Jej neoromańska fasada główna zawiera elementy neogotyckie, szczególnie portal i doskonałą rozetę.